# 心肌炎
心肌炎（myocarditis）即心肌的炎症，是由多种原因引起的心肌的局限性或弥漫性的急性、亚急性或慢性炎性病变，以心肌细胞坏死和间质炎性细胞浸润为主要表现，病因中以引起肠道和上呼吸道感染的各种病毒感染最为多见。
炎症性心肌病（inflammatory cardiomyopathy）则是慢性心肌炎引起具有心室重塑（ventricular remodeling）和心脏功能障碍（cardiac dysfunction）的心肌病。
心肌炎的症状可有呼吸困难、胸口疼痛、运动能力降低、心律不整等。发病时长可从几小时至几个月不等。并发症包括心搏停止或扩张型心肌病引发的心臟衰竭
。。

## 概要
最常引起心肌炎的原因是病毒感染。其他原因包括細菌感染、寄生蟲病、藥物、毒素和自體免疫性疾病。診斷方法是使用心電圖、肌鈣蛋白上升、心血管磁共振成像，有時候也會進行心臟活體組織切片。很重要的是需要先透過以心臟超音波排除心臟瓣膜問題。
治療方法依嚴重程度和致病原因而決定。常用的藥物包括血管紧张素转换酶抑制剂、乙型阻斷劑、利尿劑等。復原期間不建議運動。類固醇和人類免疫球蛋白靜脈注射劑在某些情況有用。情況嚴重者可能建議植入式心臟復律除顫器或進行心臟移植。
在2013年，急性心肌炎發生案例約有150萬件。心肌炎不分年齡皆會發生，但年輕族群更常發生，而男性比例略高於女性。多數案例病情輕微。在2015年時，心肌症（其中也包括了心肌炎）造成35.4萬人死亡，較1990年的29.4萬人要多。最早對心肌炎的描述出現在1800年代的中期。欧洲监管机构表示，辉瑞与莫德纳生产的新型冠状病毒疫苗其中一个“非常罕见”的副作用是心肌炎。